# Le Gué-de-la-Chaîne
Le Gué-de-la-Chaîne foi uma comuna francesa na região administrativa da Normandia, no departamento Orne. Estendia-se por uma área de 18,45 km². Em 2010 a comuna tinha 1 674 habitantes (densidade: 90,7 hab./km²).
Em 1 de janeiro de 2017, passou a formar parte da nova comuna de Belforêt-en-Perche.